# Евер Паласиос
Евер Паласиос (18. јануар 1969) бивши је Колумбијски фудбалер.

## Репрезентација
За репрезентацију Колумбије дебитовао је 1997. године, наступао и на Светском првенству 1998. године. За национални тим одиграо је 10 утакмица и постигао 1 гол.

## Статистика
| Колумбија | Колумбија | Колумбија |
| Год.      | Ута.      | Гол.      |
| --------- | --------- | --------- |
| 1997      | 3         | 1         |
| 1998      | 7         | 0         |
| Укупно    | 10        | 1         |